# Elena Schiavo
Elena Schiavo (Mereto di Tomba, 14 gennaio 1949) è un'ex calciatrice italiana.

## Carriera

### Club
La sua carriera calcistica cominciò nel 1963, quando si aggregò alle Furie Rosse di Cormons. Dopo un periodo trascorso praticando sia calcio che atletica leggera, nel 1969 si trasferì per breve tempo alla Roma Calcio Femminile, conquistando il campionato FICF 1969.
Nel 1970 venne ingaggiata dal Real Torino dei fratelli Rambaudi, con la quale vinse nuovamente il campionato FICF. L'anno successivo si trasferì all'Astro Corsetterie Torino, mentre nel 1972 vestì la maglia della Falchi Crescentinese, con la quale vinse la sua prima Coppa Italia. Nel 1973 la società crescentinese e l'Astro Corsetterie si fusero nella Falchi Astro, la quale dovette trasferirsi a Montecatini l'anno seguente, a causa di una grave crisi dirigenziale. In maglia granata vinse la sua seconda Coppa Italia, ma nel 1975 decise di trasferirsi all'ACF Juventus.
L'esperienza in bianconero fu breve e sfortunata, dato che nel febbraio 1975 subì un grave infortunio al ginocchio che non le consentì di disputare neanche una partita con la società bianconera, dato che quest'ultima venne sciolta nel 1976 per volontà del patron Teresio Signoretto.
Rientrata in attività cambiò quattro casacche in quattro anni: nel 1976 venne ingaggiata dal Valdobbiadene, con il quale vinse lo scudetto, nel 1977 dal Padova, nel 1978 dal Bologna e nel 1979 al Gorgonzola. Facendo sempre più fatica a recuperare da alcuni gravi infortuni, la calciatrice decise di abbandonare precocemente la carriera agonistica all'età di trent'anni.

### Nazionale
In nazionale Elena Schiavo rivestì il ruolo di capitano in occasione del Trofeo Martini & Rossi 1970, che, anche se non era una competizione ufficiale, può essere considerato il primo mondiale di calcio femminile della storia. Durante la manifestazione siglò una doppietta che consentì alla nazionale italiana di vincere la semifinale contro la formazione messicana. Segnò due gol anche nella seconda ufficiosa Coppa del Mondo di calcio femminile, tenutasi nel 1971 in Messico.

## Palmarès

### Club
- Campionato italiano: 4

Roma: 1969
Real Torino: 1970
Falchi Astro: 1974
Valdobbiadene: 1976
- Coppa Italia: 2

Falchi Crescentinese: 1972
Falchi Astro: 1973